# Reilly Opelka
Reilly Opelka (* 28. srpna 1997 St. Joseph, Michigan) je americký profesionální tenista, s výškou 211 cm nejvyšší hráč na túře. Ve své dosavadní kariéře na okruhu ATP Tour vyhrál čtyři turnaje ve dvouhře a jeden ve čtyřhře. Na challengerech ATP a okruhu ITF získal čtyři singlové tituly. V juniorském tenise ovládl dvouhru a skončil jako poražený finalista ve čtyřhře Wimbledonu 2015.
Na žebříčku ATP byl ve dvouhře nejvýše klasifikován v únoru 2022 na 17. místě a ve čtyřhře v srpnu 2021 na 89. místě. Trénují ho Jay Berger a Jean-Yves Aubone.
V americkém daviscupovém týmu debutoval v roce 2019 úvodním ročníkem finálového turnaje, v jehož základní skupině prohrál s Kanaďanem Milosem Raonicem i Italem Fabiem Fogninim. Do roku 2025 v soutěži nastoupil k sedmi mezistátním utkáním s bilancí 3–3 ve dvouhře a 0–1 ve čtyřhře.

## Tenisová kariéra

### Juniorská kariéra
V juniorském tenise triumfoval ve dvouhře Wimbledonu 2015. Na cestě za titulem odvrátil v závěrečném tiebreaku prvního kola mečbol australskému kvalifikantu Alexi de Minaurovi, který získal až poměrem míčů 13:11. Do finále postoupil přes světovou jedničku Taylora Fritze a v závěrečném duelu pak zdolal Švéda Mikaela Ymera. V juniorské wimbledonské čtyřhře daný rok skončil v páru s Japoncem Akirou Santillanem jako poražený finalista. Po londýnském grandslamu dosáhl žebříčkového maxima, když mu během července 2015 v juniorské kombinované klasifikaci ITF patřila 4. příčka.

### Profesionální kariéra
V rámci událostí okruhu ITF debutoval v lednu 2013, když na turnaj ve floridském Sunrise obdržel divokou kartu. Po volném losu uhrál ve druhém kole jediný gem na pozdějšího vítěze Robbyho Ginepriho z třetí světové stovky. Ve dvouhře okruhu ATP Tour debutoval na dubnovém U.S. Men's Clay Court Championships 2016, hraném na houstonské antuce. Do hlavní soutěže postoupil až jako šťastný poražený z kvalifikace. V úvodní fázi dvouhry však nestačil na pátého nasazeného krajana Sam Querreyho. První tři zápasy na túře vyhrál během srpnového BB&T Atlanta Open 2016, kde startoval na divokou kartu. Ve druhém kole vyřadil jihoafrickou turnajovou trojku Kevina Andersona, přestože čelil dvěma mečbolům soupeře. Cestu pavoukem ukončil v semifinále nejvýše nasazený John Isner.
V rámci série Masters odehrál první utkání na cincinnatském Western & Southern Open 2016 po udělení divoké karty. Ve vyrovnaném utkání prvního kola přehrál Francouze Jérémyho Chardyho díky vyhranému tiebreaku 11:9 v rozhodujícím setu. Poté však ztratil obě zkrácené hry s turnajovou sedmičkou Jo-Wilfriedem Tsongou. Premiérový titul na challengerech vybojoval během listopadu 2016 na Charlottesville Men's Pro Challenger ve virginském Charlottesville. Ve finále zdolal Belgičana Rubena Bemelmanse až v tiebreaku třetího setu. Sezónu 2016 tak ukončil na 204. místě žebříčku. V letech 2015–2016, kdy stále rostl, jej limitovaly zranění nohy a zad.

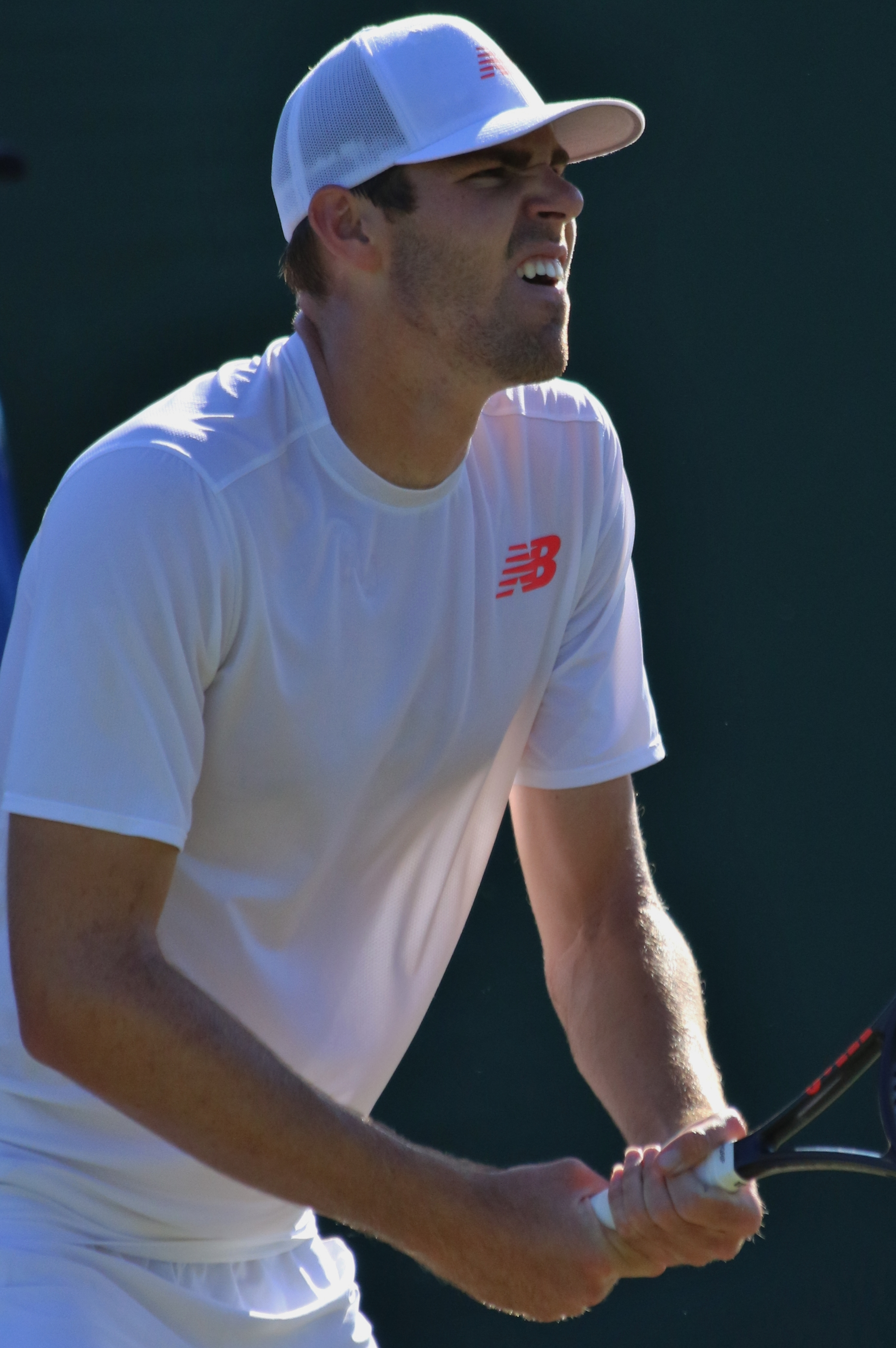
V kvalifikaci Wimbledonu 2018

Debut v hlavní soutěži nejvyšší grandslamové kategorie zaznamenal v mužském singlu Australian Open 2017 po zvládnuté tříkolové kvalifikaci, v jejímž závěru vyřadil Nora Caspera Ruuda. Ve třech kvalifikačních utkáních nastřílel 62 es a odvrátil všech sedm brejkbolů. Stal se tak jediným postupujícím bez ztráty setu. Na úvod singlové soutěže ale podlehl světové jedenáctce Davidu Goffinovi v pětisetovém boji. Od druhého kola únorového Memphis Open 2017 prožil šňůru sedmi porážek v řadě. V otevíracím duelu BB&T Atlanta Open 2017 nevyužil osm mečbolů proti Tunisanu Maleku Džazírímu, rovněž tak na Citi Open 2017 promarnil mečbolovou příležitost proti Daniilu Medveděvovi.
Člena elitní světové desítky poprvé porazil ve druhém kole Delray Beach Open 2018, když na jeho raketě dohrála světová osmička Jack Sock. V první světové stovce žebříčku debutoval 19. listopadu 2018 na 98. příčce. Hráčem elitní světové padesátky se pak stal 29. července 2019. V sezóně 2018 pět týdnů nehrál pro infekční mononukleózu. Do premiérového finále na okruhu ATP Tour postoupil ve 21 letech během New York Open 2019. V semifinále, které rozhodly tři tiebreaky, přitom odvrátil šest mečbolů nejvýše nasazenému Johnu Isnerovi. Opelka zahrál 43 es a Isner 38. V součtu 81 es znamenalo nový rekord na okruhu ATP Tour v rámci utkání na dva vítězné sety. Isnera již vyřadil na Australian Open 2019 ve čtyřech zkrácených hrách. V boji o newyorský titul pak zdolal kanadského kvalifikanta a 154. muže žebříčku Braydena Schnura po třísetovém průběhu. V utkání proměnil až šestý mečbol a pomohl si v něm opět 43 esy.
Semifinálové účasti v kategorii ATP 500 zaznamenal na tokijském Rakuten Japan Open Tennis Championships 2019 a basilejském Swiss Indoors 2019, kde vyřadil světovou desítku Roberta Bautistu Aguta. Na lednovém Adelaide International 2020 promarnil tři mečboly v prvním utkání proti Uruguayci Pablu Cuevasovi. Druhou singlovou trofej přidal na únorovém Delray Beach Open 2020. Semifinále i finále odehrál kvůli dešti v jediný den, kdy během šesti odehraných setů na dvorci strávil 4.17 hodiny. Kanaďanu Milosi Raonicovi odvrátil mečbol a v utkání o titul porazil Japonce Jošihita Nišioku po třísetovém průběhu. Po pětiměsíčním koronavirovém přerušení sezóny se poprvé probojoval do čtvrtfinále mastersu na srpnovém Western & Southern Open 2020 v New Yorku. Po vítězství nad osmým hráčem světa Matteo Berrettinim skrečoval Stefanosi Tsitsipasovi pro poranění kolena. Ze stejného důvodu již odstoupil z lednové týmové soutěže ATP Cup 2020 a pro poranění dolní končetiny nehrál ani Abierto Mexicano Telcel 2020 v Acapulku.
Kvůli zdravotním komplikacím odehrál v sezónách 2023 a 2024 jen devatenáct utkání. Na lednový Brisbane International 2025 tak přicestoval až jako 293. hráč žebříčku. Ve čtvrtfinále vyřadil světovou sedmičku a nejvýše nasazeného Novaka Djokoviće a stal se nejníže postaveným semifinalistou v historii turnaje. Do této fáze prošel poprvé od Newport Open 2024. Nezastavil jej ani Francouz Giovanni Mpetshi Perricard, hráč s největším zlepšením v roce 2024. Do souboje o titul proti Jiřímu Lehečkovi však nastoupil zdravotně indisponovaný a za stavu gamů 1–4 skrečoval pro bolest zad. V Brisbane odehrál sedmé kariérního finále na okruhu ATP Tour, a první mimo Severní Ameriku.

## Finále na okruhu ATP Tour
| Legenda                       |
| ----------------------------- |
| D – dvouhra; Č – čtyřhra      |
| Grand Slam (0)                |
| Turnaj mistrů (0)             |
| ATP Tour Masters 1000 (0–1 D) |
| ATP Tour 500 (0–2 Č)          |
| ATP Tour 250 (4–2 D; 1–1 Č)   |

### Dvouhra: 7 (4–3)
| Stav      | č. | datum      | turnaj                             | kategorie    | povrch    | soupeř ve finále | výsledek                |
| --------- | -- | ---------- | ---------------------------------- | ------------ | --------- | ---------------- | ----------------------- |
| Vítěz     | 1. | únor 2019  | Uniondale, New York, Spojené státy | ATP 250      | tvrdý (h) | Brayden Schnur   | 6–1, 6–7(7–9), 7–6(9–7) |
| Vítěz     | 2. | únor 2020  | Delray Beach, Spojené státy        | ATP 250      | tvrdý     | Jošihito Nišioka | 7–5, 6–7(4–7), 6–2      |
| Finalista | 1. | srpen 2021 | Toronto, Kanada                    | Masters 1000 | tvrdý     | Daniil Medveděv  | 4–6, 3–6                |
| Vítěz     | 3. | únor 2022  | Dallas, Spojené státy              | ATP 250      | tvrdý (h) | Jenson Brooksby  | 7–6(7–5), 7–6(7–3)      |
| Finalista | 2. | únor 2022  | Delray Beach, Spojené státy        | ATP 250      | tvrdý     | Cameron Norrie   | 6–7(1–7), 6–7(4–7)      |
| Vítěz     | 4. | duben 2022 | Houston, Spojené státy             | ATP 250      | antuka    | John Isner       | 6–3, 7–6(9–7)           |
| Finalista | 3. | leden 2025 | Brisbane, Austrálie                | ATP 250      | tvrdý     | Jiří Lehečka     | 1–4skreč                |

### Čtyřhra: 4 (1–3)
| Stav      | č. | datum       | turnaj                               | kategorie | povrch    | spoluhráč     | soupeři ve finále                   | výsledek              |
| --------- | -- | ----------- | ------------------------------------ | --------- | --------- | ------------- | ----------------------------------- | --------------------- |
| Finalista | 1. | říjen 2019  | Basilej, Švýcarsko                   | ATP 500   | tvrdý (h) | Taylor Fritz  | Jean-Julien Rojer Horia Tecău       | 5–7, 3–6              |
| Finalista | 2. | únor 2020   | Uniondale, New York, Spojené státy   | ATP 250   | tvrdý (h) | Steve Johnson | Dominic Inglot Ajsám Kúreší         | 6–7(5–7), 6–7(6–8)    |
| Finalista | 3. | červen 2021 | Queen's Club, Londýn, Velká Británie | ATP 500   | tráva     | John Peers    | Pierre-Hugues Herbert Nicolas Mahut | 4–6, 5–7              |
| Vítěz     | 1. | srpen 2021  | Atlanta, Spojené státy               | ATP 250   | tvrdý     | Jannik Sinner | Steve Johnson Jordan Thompson       | 6–4, 6–7(6–8), [10–3] |

## Finále na challengerech ATP
| Legenda                    |
| -------------------------- |
| Challengery (4–2 D; 0–0 Č) |

### Dvouhra: 6 (4–2)
| Stav      | č. | datum         | turnaj                         | okruh      | povrch    | soupeř ve finále | výsledek           |
| --------- | -- | ------------- | ------------------------------ | ---------- | --------- | ---------------- | ------------------ |
| Vítěz     | 1. | listopad 2016 | Charlottesville, Spojené státy | Challenger | tvrdý (h) | Ruben Bemelmans  | 6–4, 2–6, 7–6(7–5) |
| Vítěz     | 2. | květen 2018   | Bordeaux, Francie              | Challenger | antuka    | Grégoire Barrère | 6–7(5–7), 6–4, 7–5 |
| Finalista | 1. | září 2018     | Chicago, Spojené státy         | Challenger | tvrdý     | Denis Istomin    | 2–6, 4–6           |
| Finalista | 2. | září 2018     | Cary, Spojené státy            | Challenger | tvrdý     | James Duckworth  | 6–7(4–7), 3–6      |
| Vítěz     | 3. | listopad 2018 | Knoxville, Spojené státy       | Challenger | tvrdý (h) | Bjorn Fratangelo | 7–5, 4–6, 7–6(7–2) |
| Vítěz     | 4. | listopad 2018 | Champaign, Spojené státy       | Challenger | tvrdý (h) | Ryan Shane       | 7–6(8–6), 6–3      |

## Finále na juniorském Grand Slamu

### Dvouhra: 1 (1–0)
| Stav  | rok  | turnaj    | povrch | soupeř ve finále | výsledek      |
| ----- | ---- | --------- | ------ | ---------------- | ------------- |
| Vítěz | 2015 | Wimbledon | tráva  | Mikael Ymer      | 7–6(7–5), 6–4 |

### Čtyřhra: 1 (0–1)
| Stav      | rok  | turnaj    | povrch | spoluhráč       | soupeři ve finále        | výsledek      |
| --------- | ---- | --------- | ------ | --------------- | ------------------------ | ------------- |
| Finalista | 2015 | Wimbledon | tráva  | Akira Santillan | Sumit Nagal Lý Hoàng Nam | 6–7(4–7), 4–6 |